# Etoile de Hollande
 Etoile de Hollande, auch Étoile de Hollande, ist eine Rose aus dem Hause Verschuren in Haps, einem Ort in der Gemeinde Cuijk in den Niederlanden, die 1919 gezüchtet wurde. Sie entstand aus den Sorten General MacArthur und Hadley. Sie ist eine überreich blühende Rose. Unter guten Bedingungen und Pflege erreicht sie eine Höhe bis 90 cm.
Die Blütenfarbe ist mittelrot. Die bis zu 7 cm großen, aromatisch duftenden Blüten sind leicht gefüllt. Die Laubblätter der Rose sind unpaarig-gefiedert. Als Standort bevorzugt sie gern Halbschatten und ist als Beetpflanze sehr gut geeignet.
Etoile de Hollande ist frosthart bis −29 °C (USDA-Zone 5). Bei einem ungünstigen Standort ist sie anfällig für Mehltau.